# 慕容儼
慕容俨（？—？），字恃德，清都郡成安县（今河北省邯郸市成安县）人，慕容廆的后裔，北魏、东魏、北齐官员。

## 生平
慕容俨的父亲慕容叱头是北魏南顿郡太守，慕容叱头身高一丈，腰粗九尺。武平初年，朝廷追赠慕容叱头开府仪同三司、尚书左仆射、持节、都督沧恒二州军事、恒州刺史。
慕容俨容貌出众，仪表神态端庄美好，不喜欢读书，很是学了兵法，善于骑射。正光年间，北魏河间王元琛率军救援寿春，征召慕容俨出任左厢军主，慕容俨以战功获赏五十匹帛。魏军来到西硖石，顺势解涡阳之围，平定仓陵城、荆山戍。南梁派遣将领郑僧等人在中途拦截，慕容俨攻击梁军，斩杀梁将萧乔，梁军逃跑。慕容俨又击败王神念等人的军队，俘虏两百多人，王神念只身逃走。正光三年（522年），南梁派兵进攻东豫州，大都督元宝掌前往讨伐，以慕容俨为别将。郑海珍与慕容俨交战，慕容俨斩杀梁军军主朱僧珍、军副秦太，又在阳夏郡讨平贼人王苟。
孝昌年间，尔朱荣进入洛阳，任命慕容俨为京畿南面都督。永安年间，西荆州被南梁将军曹义宗围困，慕容俨应募赶赴救援。当时北育郡太守宋带剑密谋叛乱，慕容俨率领轻装骑兵出其不意，直至城下，对宋带剑说：“大军已到，太守为何不迎接？”宋带剑惶恐不知所措，就出城迎接，慕容俨立即抓捕他，平定了北育郡。慕容俨又击败南梁将军马元达、蔡天起、柳白嘉等人，屡有战功，加强弩将军。慕容俨又与南梁将领王玄真、董当门等人交战，都击败了他们，解穰城的围困，攻克南阳、新乡，转任积射将军、持节、豫州防城大都督。
尔朱氏失败后，慕容俨与豫州刺史李恩归顺高欢，因功屡次升迁至安东将军、高凉郡太守，转五城郡太守。慕容俨拜见东雍州刺史潘相乐，只是作个长揖而已。慕容俨丞尉以下的部下，不少人因此受到潘相乐的罪责，于是对慕容俨说：“太守大人，请您为了我们这些下属对刺史谦恭一些。”慕容俨挽起袖子说：“我的样貌如此，是准备让别人来拜见我的，怎么能拜见别人！”高欢听说二人在边境地区不和，就征召潘相乐回朝，以慕容俨继任东雍州刺史。慕容俨又升任东荆州刺史，赴任的路上停在长社，忽然被他的部下抓住，准备投奔山贼张俭，被看守王崇祖私下释放，获得幸免。高欢仍然任命慕容俨为军司，共同攻击张俭，慕容俨这才到达东荆州。沙苑之战失败后，西魏荆州刺史郭鸾率军进攻慕容俨，慕容俨拒守两百多天，昼夜力战，大破郭鸾的军队，追斩下三百多首级，又俘虏西魏刺史郭他。当时东魏各州多被西魏攻陷，只有慕容俨保全，慕容俨进号镇南将军。武定三年（545年），慕容俨率军解襄州的围困，又作为使者多次出使柔然，迎接柔然可汗之女蠕蠕公主。慕容俨又跟随高欢进攻玉壁，获赐予七百匹帛以及衣帽等。武定五年（547年），慕容俨镇守河桥五城。侯景起兵叛乱，慕容俨讨击陈郡的贼寇，俘虏侯景的部下厍狄曷赖以及侯景任命的陈郡太守郑道合、兖州刺史王彦夏、行台狄畅等人，俘虏后斩首一百多首级。慕容俨回师项城，又俘虏侯景任命的刺史辛光、蔡遵及其部下两千人。武定六年（548年），慕容俨出任谯州刺史，屡次立有战功，投降归附他的人很多。武定七年（549年），慕容俨又出任胶州刺史。
天保初年，慕容俨加开府仪同三司。天保六年（555年），南梁司徒陆法和、仪同宋茝等人率部下以郢州城归附北齐。当时清河王高岳率军在长江岸边，召集诸军商议说：“郢城在江南，民风还很凶猛，必须才干和智谋兼备，忠勇过人的人才可承担守卫郢城的重任。”众人都推举慕容俨，高岳认为很对。天保六年正月甲午（555年2月19日），北齐征召高岳返回，派慕容俨镇守郢州。慕容俨刚入郢城，南梁大都督侯瑱、任约就率水军和陆军突然来到城下。慕容俨依据情势设防守备，侯瑱等人不能攻克。梁军又在上流鹦鹉洲上造荻洪，长达数里，用以阻塞江路。郢城对外通信断绝，成为孤城，城内人心忧虑恐惧，慕容俨以忠义劝谕众人，让人心安定。郢城中原先有一所神祠，俗称城隍神，无论公事还是私事人们都到神祠祈祷，慕容俨顺应士兵们之心，与士兵们到神祠祈祷，希望得到保佑。不久，忽然吹起大风，惊涛骇浪，水流冲断了荻洪。任约又用铁锁相连，封锁江路更严密。慕容俨又与士兵们到神祠祈祷，夜里刮起风浪，又将铁锁冲断，如是者再三。城内守军大喜，认为是得到神的相助。侯瑱转移军队到城北扎营立栅，又焚烧城郭市街，市民的产业都被烧毁。任约率领一万多士兵，各持工程器具，在城南设置营垒，企图与侯瑱南北夹击郢城。慕容俨于是率领步骑出城奋击，大破梁军，俘虏五百多人。郢城原先城墙低矮，并且土质疏松损坏，慕容俨修缮城墙，多建大楼，又制造战船，水陆用具都齐备，没有短缺。南梁宜丰侯萧循又率领五万大军，与侯瑱、任约合军，夜里来攻郢城。慕容俨与将士们通宵力战，到天明，任约等人退军。慕容俨追斩侯瑱的部将张白石，侯瑱用千金赎买张白石的首级，慕容俨不答应。夏五月，侯瑱、任约等人又联合率领全军围攻。郢城中粮食缺少，粮运阻绝，没有应对的方法，唯有煮槐树构树、桑叶连同纻根、水萍、葛、艾等草以及靴子、皮带、觔角等东西充饥。城内有死去的人，其他人就割取尸体的肉，烤着分吃，只是留下骨头。慕容俨仍然号令将士，有功必赏有过必罚，与士兵们同甘共苦，生死与共。从正月到六月，城内守军人无异志。后来萧方智即位，派遣使者向北齐求和。齐文宣帝高洋因郢城在江南，不利于据守，于是诏令慕容俨返回。慕容俨回军后拜见齐文宣帝，极度悲伤。齐文宣帝呼唤慕容俨上前，握着他的手，又抓着他的胡须和鬓发，脱去他的帽子看头发，叹息了很久，对慕容俨说：“看你的容貌，朕不再认识，自古以来的忠烈之士，哪有超过你的！”慕容俨说：“我倚仗陛下声威，得以施展我的气节，不屈服于敌人，今天能再次看到陛下，我今天就算死了，也没有遗恨。”齐文宣帝对慕容俨赞叹称赏不已。慕容俨出任赵州刺史，爵位由西乡县开国伯进为公，获赐予帛一千匹、钱十万。
天保九年（558年），慕容俨讨伐贼寇有功，获赐帛一百匹、钱十万。天保十年（559年），齐文宣帝诏令慕容俨出任扬州行台，与王贵显、侯子监率兵护送南梁永嘉王萧庄，修筑郭默、若邪两座城池。慕容俨与南陈新蔡郡太守鲁悉达在大蛇洞交战，击败赶走了鲁悉达。慕容俨又监督萧庄与王琳的军队，与南陈将领侯瑱、侯安都在芜湖交战，慕容俨战败返回。皇建初年，朝廷别封慕容俨阳城郡公。天统二年（566年），慕容俨出任特进。天统四年（568年）十月，又别封慕容俨猗氏县公，并赐给他金银酒钟各一枚、胡马一匹。天统五年（569年）四月，慕容俨进爵为义安王。武平元年（570年），慕容俨出任光州刺史。慕容俨年少时抑强扶弱为己任，和人交往轻佻，在京城洛阳一带游玩。等到跟随征讨，经常立下战功，虽然不擅长经营治理，但有将帅的气节。慕容俨历任诸州，虽不能坚守清白，也不贪婪凶残。慕容俨去世后，朝廷赠予司徒、尚书令。

## 其他
慕容俨非常敬重扬州道行台尚书卢潜，慕容俨生病时，对儿子说：“卢尚书教我做人，像兄弟一样对我，我死后，把上等的赤色马送给他。”慕容俨的儿子把其他的马送给了卢潜，慕容俨的棺材出门后自动停住了，巫祝用慕容俨的声音怒斥说：“为何不把我骑的赤色马送给卢尚书？”慕容俨的儿子赶紧遵命，慕容俨的棺材才能运行，卢潜用马所价值的钱财拿出来经营祭祀斋戒等求福的事务。

## 家庭

### 兄弟姐妹
- 慕容士，北齐杨领军开府参军[12]

### 妻妾
- 奚将男，尉氏县县令奚智孙女，夏州刺史奚景延之女，封高平郡君[19]
- 任华仁，生慕容俨第六子[20]

### 子女
- 慕容子颙，北齐给事黄门侍郎
- 慕容子会，北齐郢州刺史

## 延伸阅读
[在维基数据编辑]
 《北齊書/卷20》，出自李百药《北齊書》
 《北史·卷053》，出自李延壽《北史》